# 2:22
«2:22» — американо-австралійський трилер режисера Пола Керрі. У головних ролях — Тереза Палмер і Міхіль Гаусман. Вихід у широкий прокат відбувся 29 червня 2017 року.

## Сюжет
Фільм розповідає про авіадиспетчера Ділана Бренсона, який запобіг, завдяки загадковому спалаху о 2:22, зіткненню двох літаків. Після ряду дивних подій він зустрічає Сару, разом з якою відкриває жорстоку таємницю переплетіння доль.
Нью-йоркський авіадиспетчер Ділан Бренсон готується незабаром відсвяткувати своє 30-річчя. У день, коли в ранкових новинах розповідають, що на небосхилі можна буде спостерігати спалах наднової, що відбулася в 30 світлових роках від Землі, в його житті починається смуга непояснених подій. Він бачить сон, в якому на Центральному вокзалі Нью-Йорка рівно о 2:22 людина починає стріляти з револьвера. Вдень, рівно о 2:22 пополудні, під час роботи його на кілька секунд охоплює незрозумілий ступор, через якого він лише в останній момент встигає запобігти зіткненню двох літаків. Колеги не можуть зрозуміти, що сталося, сам Ділан шокований, керівництво на час розгляду усуває його від роботи.
Він зауважує закономірність: в одні і ті ж моменти часу кожен день з ним відбувається одне й те саме. Він чує одні й ті ж звуки, розмови, стає свідком однотипних подій ... А до 2:21 він так чи інакше обов'язково виявляється на Центральному вокзалі, де теж кожен раз бачить одні й ті ж події, хоча і відрізняються в деталях. Рівно о 2:22 він чує звук розбитого скла, бачить спалах - і на цьому все закінчується. Ділан не розуміє, що відбувається, він намагається знайти систему в тому, що відбувається з ним. Паралельно з усім тим, що відбувається він знайомиться з Сарою, яка працює в модернової художній галереї. Ділан і Сара відразу ж відчувають себе так, як ніби вони знали один одного багато років. Додатково до всього виявляється, що вони навіть народилися в один день. Ділан відчуває, що відбувається з ним якось зачіпає Сару, і побоюється, що все це є передвісником чогось страшного.
Довгі роздуми, аналіз, а також певне везіння дозволяють Ділану розкрити таємницю дивного перетину доль його і Сари з долями пари закоханих, трагічно загиблих на Центральному вокзалі Нью-Йорка рівно 30 років тому. В той день вибухнула наднова, світло спалаху якої тепер досяг Землі, і в той же день народилися Ділан і Сара. Космічний катаклізм нез'ясовно пов'язав давно померлих людей з нині живуть, і тепер трагедія тридцятирічної давності повториться, якщо Ділан не зможе цьому перешкодити.

## У ролях
| Актор           | Роль   |
| --------------- | ------ |
| Тереза Палмер   | Сара   |
| Міхіль Хейсман  | Ділан  |
| Мейв Дермоді    | Сенді  |
| Сем Рід         | Джонас |
| Ремі Хій        | Бенні  |
| Сімона Кессел   | Серена |
| Джон Вотерс     | Білл   |
| Керрі Армстронг | Кетрін |
| Джессіка Кларк  | Евелін |
| Річард Давіс    | Інкі   |
| Зара Майклс     | Еллі   |

## Реліз
Випущений 30 червня 2017 року, 2:22 зібрав дуже малу суму на внутрішньому ринку США, що робить його найнижчим касовим фільмом 2017 року, який був випущений у кінотеатрах.